# NGC 117
NGC 117 (również PGC 1674) – galaktyka spiralna (S0-a), znajdująca się w gwiazdozbiorze Wieloryba. Odkrył ją Albert Marth 13 września 1863 roku.